# Strada statale 163 Amalfitana

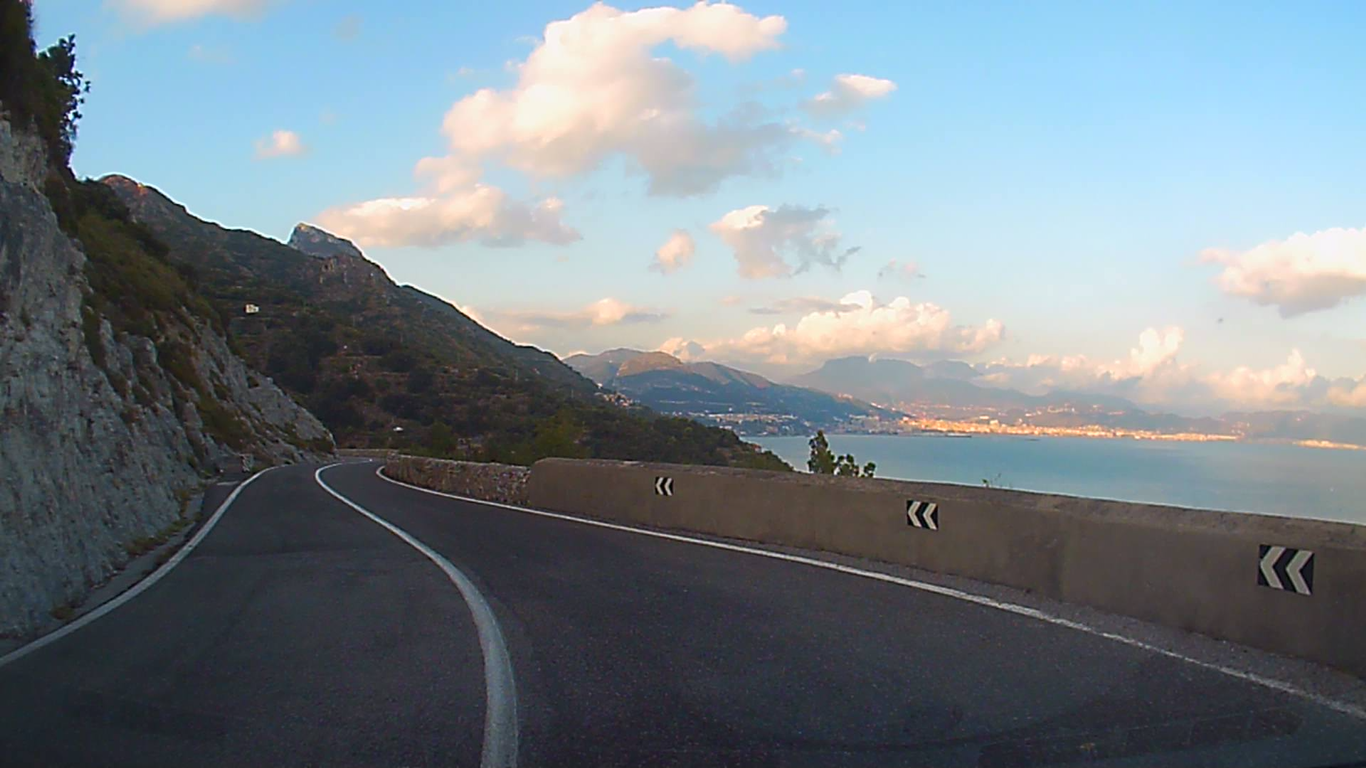
SS163 nei pressi di Erchie di Maiori

La strada statale 163 Amalfitana (SS 163) è una strada statale italiana che collega le località della costiera amalfitana. La realizzazione dell'opera venne iniziata nel 1832 e terminata il 26 aprile 1850.

## Storia
L’idea di dotare di una strada percorribile con carrozze o altri mezzi a ruota la Costa d’Amalfi, che ne era sempre stata priva a motivo dell’asprezza del territorio, era già maturata nel XVIII secolo, quando si era ipotizzato di collegare Amalfi a Castellammare di Stabia e quindi a Napoli passando per l’altopiano di Agerola, ma il progetto non andò avanti a motivo dell’opposizione di Maiori e Tramonti, che non volevano restare escluse dall’opera. Si elaborò dunque un nuovo progetto, che fu ufficialmente approvato nel 1811 con decreto del Re Gioacchino Murat: la strada sarebbe partita da Amalfi, avrebbe raggiunto Maiori passando per Atrani e per Minori e quindi da Maiori sarebbe continuata, salendo a Tramonti sino a Chiunzi ed alle Chiancolelle per poi scendere a Nocera e da lì collegarsi a Napoli.
I lavori iniziarono intorno al 1815 e dopo un decennio fu completato il tratto rotabile da Amalfi a Maiori, ma, a causa di ostacoli tecnici ed economici, non fu possibile costruire l’ulteriore tratto da Maiori a Tramonti e l’opera restò incompiuta. Si decise perciò di optare per un percorso più corto e meno dispendioso, approvato da Ferdinando II di Borbone nel 1835 ed attuato negli anni seguenti, facendo cioè passare la rotabile non più per Tramonti in salita, ma a mezza costa per Capodorso, così da congiungere Amalfi e Maiori non più con Nocera, bensì con Vietri sul Mare e con Salerno.
Fu ideata dagli ingegneri borbonici all’epoca del Regno delle Due Sicilie, con i lavori che iniziarono nel 1832 e terminarono nel 1850. L'inaugurazione ebbe luogo la mattina di mercoledì 12 gennaio 1853 con una solenne cerimonia, iniziata a Vietri sul Mare e terminata ad Amalfi. Di tale cerimonia fu, tra gli altri, autorevole spettatore lo storico amalfitano Matteo Camera, il quale ricorda come in tutto il Regno delle due Sicilie “grida di gioia s’innalzavano (…) e voti fervidi e sinceri si porgevano all’Ente Supremo”, giacché ricorreva il compleanno del Re Ferdinando II di Borbone. 
La strada fu espressamente dedicata a Ferdinando II di Borbone che l’aveva voluta e perciò fu chiamata “Strada Ferdinandea della Costiera di Amalfi”. In effetti fu tale strada che pose, per la prima volta, fine all’isolamento della Costa d’Amalfi e fu a tale strada che si collegarono poi sia le restanti grandi arterie costruite a fine XIX secolo e nel XX secolo sia le strade rotabili secondarie.
La strada statale 163 venne istituita nel 1953 con il seguente percorso: "Innesto con la SS. n. 145 (Meta) - Positano - Amalfi - Innesto con la SS. n. 18 (Vietri sul Mare)."

## Percorso

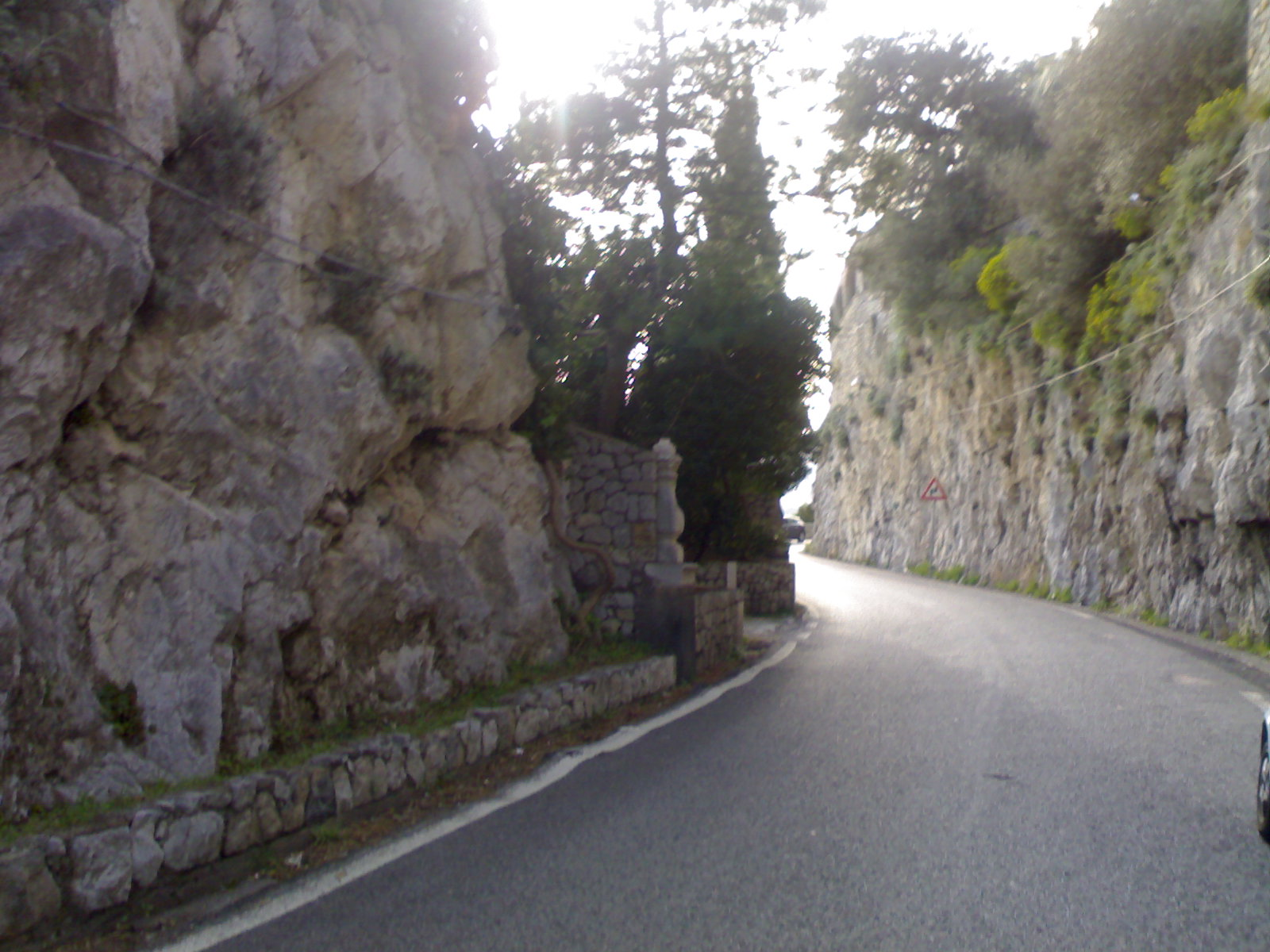
SS 163 Amalfitana presso Furore

Il suo tracciato, lungo circa 50 km, presenta numerose curve e tornanti ed è a una sola corsia, piuttosto ristretta, per ogni senso di marcia.
Inizia a Meta dalla strada statale 145 Sorrentina e dopo aver attraversato una breve tratta collinare, nel territorio del comune di Piano di Sorrento, raggiunge la sponda meridionale della penisola sorrentina, nel territorio del comune di Vico Equense (località Tordigliano-Chiosse), per poi attraversare i comuni della costiera amalfitana, costeggiando il mare fino a Vietri sul Mare ed immettendosi infine nella strada statale 18 Tirrena Inferiore.
Lungo il percorso sono spesso presenti chioschi allestiti da ambulanti che, profittando delle frequenti piazzole di sosta, vendono i prodotti tipici della zona, come i limoni o i peperoncini piccanti.
In estate, a causa della grande affluenza turistica, alcuni tratti subiscono particolari difficoltà di scorrimento: infatti vengono presi diversi provvedimenti per limitare l'intenso traffico come il divieto di circolazione dei veicoli lunghi e dei mezzi pesanti nelle ore diurne; inoltre accade spesso che, nei tratti più stretti, ci sono rallentamenti dovuti al contemporaneo passaggio di autobus nelle due direzioni.
Dal suo tracciato si originano due strade che oltrepassano i monti Lattari, ovvero la ex strada statale 366 di Agerola e la ex strada statale 373 di Ravello.
Il percorso è quasi interamente sviluppato nella provincia di Salerno ad eccezione del tratto iniziale che rientra  nella città metropolitana di Napoli, si attraversano infatti i comuni della costiera sorrentina: Vico Equense, Piano di Sorrento e Meta.